# Vigintisexviri
A Vigintisexviri (egyes szám: vigintisexvir) a Római Köztársaságban egy kisebb tisztségeket (magistratus minores) viselő emberek egyesülete volt; a név szó szerint azt jelenti: „huszonhat ember”.  Az egyesület hat bizottságból állt:
- A decemviri stlitibus iudicandis - 10 magisztrátus, akik a peres ügyeket bírálták, beleértve az olyanokat is, mint dönteni, hogy egy ember szabad lett vagy rabszolga;
- a tresviri capitales, vagy a nocturni - három magisztrátus, akik rendőri szerepet töltöttek be Rómában, ők feleltek a börtönökért és a bűnözők kivégzéséért; [1]
- a tresviri aere argento auro flando feriundo, más nevükön a tresviri monetalis - három magisztrátus, akik a bronz, ezüst és arany formába öntéséért és fémpénzek előállításáért, azaz pénzverésért feleltek;
- a quattuorviri viis in urbe purgandis, más nevükön a quattuorviri viarum curandarum - négy magisztrátus, akik a római utak karbantartásáért és felújításáért feleltek;
- a duoviri viis extra urbem purgandis, más nevükön a duoviri curatores viarum - két magisztrátus, akik a Rómához közeli utak karbantartásáért feleltek;
- a négy praefecti Capuam Cumas - olyan prefektusok, akiket a Campania régiójában lévő Capuába és Cumae-be küldtek igazságtevésért.

A tresviri egyes számú alakja a triumvir; a triumviri-t is néha használják többes számhoz, de ez kevésbé helyes.
A Római Köztársaságban a vigintisexvirátus egy lépcsőfokként szolgált a szenátorok fiainak, akik itt kezdhették el megmászni a „hivatali ranglétrát” (cursus honorum); Julius Caesar is volt cursus viarum és segített helyreállítani a Via Appiát. I. sz. 13-ban azonban a szenátus egy szenátusi rendeletet nyújtott be, így leszűkítve a már lecsökkentett vigintivirátust az ordo equesterre (lovagrendre).
A principatus ideje alatt Augustus császár eltörölte a duoviri viis extra urbem purgandis-t és a négy praefecti Capuam Cumas-t, így a vigintisexviri-ből vigintiviri lett, ami „húsz embert” jelent.

## Fordítás
- Ez a szócikk részben vagy egészben  a   Vigintisexviri című angol Wikipédia-szócikk fordításán alapul.  Az eredeti cikk szerkesztőit annak laptörténete sorolja fel. Ez a jelzés csupán a megfogalmazás eredetét és a szerzői jogokat jelzi, nem szolgál a cikkben szereplő információk forrásmegjelöléseként.

## Külső hivatkozások
- Smith, 1985:Vigintisexviri